# Little Clyde River
Little Clyde River är ett vattendrag i Kanada.   Det ligger i provinsen Ontario, i den sydöstra delen av landet, 70 km sydväst om huvudstaden Ottawa.
I omgivningarna runt Little Clyde River växer i huvudsak blandskog. Runt Little Clyde River är det mycket glesbefolkat, med 7 invånare per kvadratkilometer.